# Region Południowy (Rumunia)
Południowy region rozwoju (rum. Regiunea de dezvoltare Sud) jest jednym z 8 regionów rozwoju Rumunii. W granicach regionu znajduje się następujące okręgi:
- Okręg Ardżesz (rum. Argeș)
- Okręg Călărași
- Okręg Dymbowica (rum. Dâmbovița)
- Okręg Giurgiu
- Okręg Jałomica (rum. Ialomița)
- Okręg Prahova
- Okręg Teleorman